# Skjelstadmarka
Skjelstadmarka är en by i Stjørdals kommun i Trøndelag fylke i mellersta Norge. Byn ligger vid fylkesväg 6794, vid sidan av fylkesväg 752, nordväst om tätorten Hegra.